# Hypoxantin

Strukturformel.

Hypoxantin, 6-hydroxipurin, sarkin, C5H4N4O, är en purinbas som i fri form förekommer i bl. a. muskler, blod och urin. Bunden till ribos och fosfat bygger den upp inosinsyra, en nukleotid vilken i organismen tjänar som utgångsmaterial för syntes av adenosinfosfat och guanosinfosfat. Dessa båda är fundamentala byggstenar i nukleinsyran RNA.
Hypoxantin är en nödvändig komponent i en cell, bakterie, parasit och  i kulturer som ett substrat och kvävekälla. Till exempel är det vanligen en erforderlig reagens i kulturer med malariaparasiten, eftersom Plasmodium falciparum kräver en källa till hypoxantin för nukleinsyrasyntes och energiomsättning.

## Bildning
Hypoxantin bildas genom avgivning av ammoniak ur adenin och övergår vid oxidation först i xantin och sedan i urinsyra.
Teorier baserade på NASA-studier av meteoriter som funnits på jorden tyder det på att hypoxantin och tillhörande organiska molekyler, inklusive DNA- och RNA–komponenter adenin och guanin, kan ha bildats extraterrestriellt i yttre rymden.